# 1971 au Canada
Pour un article plus général, voir Chronologie du Canada.
Cet article traite des événements qui se sont produits durant l'année 1971 au Canada.

## Événements
- 4 - 5 mars : la ville de Montréal reçoit 47 cm de neige alors que le reste du Sud du Québec reçoit jusqu'à 80 cm. C'était la tempête du siècle.

- 4 mai : effondrement du village Saint-Jean-Vianney.

### Politique
- 24 avril : David Lewis devient chef du parti néo-démocrate.
- 23 juin : élection générale saskatchewanaise.

- 30 août : élection générale albertaine.
- 18 octobre: le dirigeant soviétique Alexis Kossyguine en visite à Ottawa est attaqué par un manifestant hongrois[1].
- 28 octobre : élection générale terre-neuvienne.

- Échec de la Charte de Victoria.
- Création du ministère Environnement Canada.

### Justice
- 31 mars : Paul Rose et Francis Simard sont condamnés à perpétuité pour le meurtre de Pierre Laporte.
- 19 mai : arrestation de Wayne Boden surnommé le violeur vampire.

### Sport

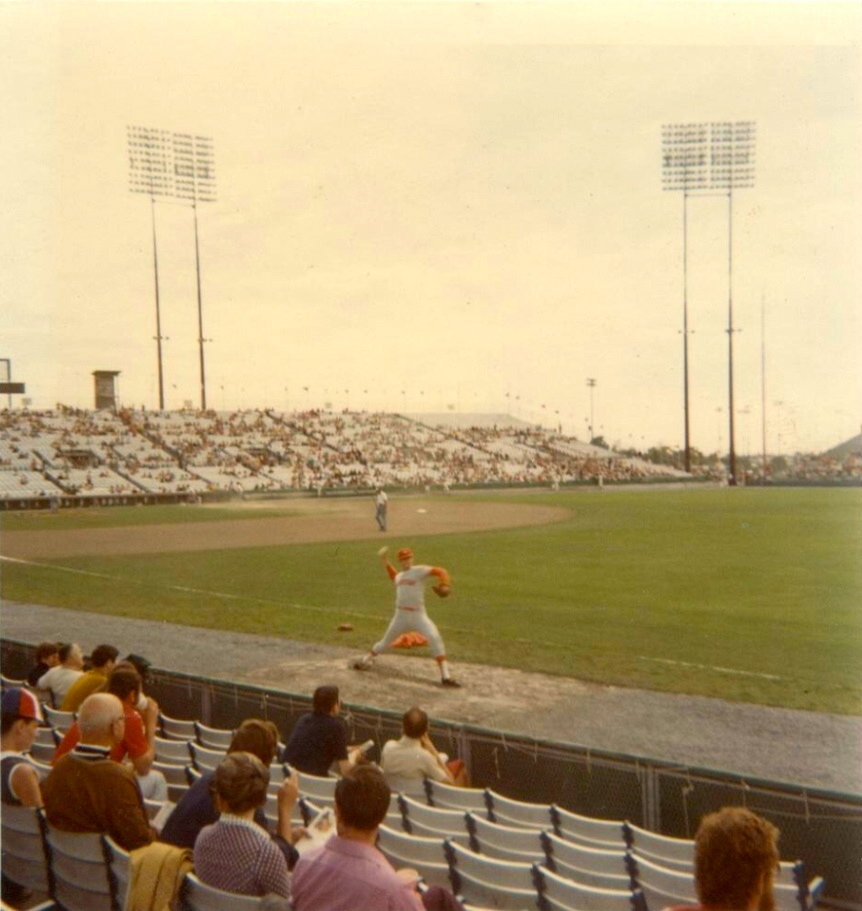
Le Stade Jarry où se joue les matchs de baseball des Expos de Montréal.

#### Hockey
- Fin de la Saison 1970-1971 de la LNH suivi des Séries éliminatoires de la Coupe Stanley 1971. Les Canadiens de Montréal remportent la Coupe Stanley contre les Black Hawks de Chicago.
- Les Remparts de Québec remportent la Coupe Memorial 1971.
- Repêchage amateur de la LNH 1971.
- Création de l'Association mondiale de hockey. Il a plusieurs franchises canadiennes dont les Nordiques de Québec, les Jets de Winnipeg, les Nationals d'Ottawa et les Oilers d'Edmonton.
- Début de la Saison 1971-1972 de la LNH.

#### Football
- Les Stampeders de Calgary remportent la 59e finale de la coupe Grey contre les Argonauts de Toronto 14-11.

#### Autres
- Tenue des Jeux du Canada d'hiver de 1971 à Saskatoon.
- 1er octobre : Championnats du monde de voile à Toronto
- Fondation de la Fédération canadienne d'escrime (FCE)

### Économie
- Création d’une Corporation du Développement du Canada, société d’économie mixte chargée de « recanadiser » des entreprises privées en acquérant une partie de leur capital.
- Air Canada devient la première compagnie aérienne canadienne à exploiter le Boeing 747 pour ses vols nationaux et internationaux.

### Science
- Hubert Reeves publie un article fondamental concernant la nucléosynthèse stellaire.
- Gerhard Herzberg remporte le prix Nobel de chimie.

### Culture

#### Chanson
- Gordon Lightfoot interprète If You Could Read My Mind.
- Robert Charlebois lance son album Un gars ben ordinaire.
- Tex Lecor interprète Le frigidaire.

#### Film
- Mon oncle Antoine, film de Claude Jutra.
- La Nuit de la poésie 27 mars 1970, film de Jean-Claude Labrecque.

#### Radio
- 13 septembre : début de Par 4 chemins de Jacques Languirand.

### Société
- ouverture de l'université nuhelotʼįne thaiyotsʼį nistameyimâkanak Blue Quills (à l'époque Blue Quills First Nations College) à Saint-Paul, le premier établissement éducatif entièrement administré par les premières nations[2],[3].

### Religion
- Bernard Hubert devient évêque au Diocèse de Saint-Jérôme.

## Naissances
- 25 mars : Jeff Watson, homme politique canadien.
- 27 mars : Nathan Fillion, acteur.
- 9 avril : Jacques Villeneuve, coureur automobile.
- 4 juillet : Steve Rucchin, ancien joueur de hockey sur glace.
- 10 juillet : Adam Foote, joueur de hockey sur glace.
- 17 juillet : Cory Doctorow, blogueur et auteur de science-fiction.
- 20 juillet : Sandra Oh, actrice.
- 30 juillet : Tom Green, acteur et monteur.
- 22 novembre : Michael Chong, homme politique canadien.
- 24 novembre : Keith Primeau, joueur de hockey sur glace.
- 23 décembre : Corey Haim, acteur et producteur.
- 25 décembre : Justin Trudeau, fils ainé de Pierre Elliott Trudeau et politicien.

## Décès
- 7 janvier : Marie Gérin-Lajoie, féministe.
- 4 février : Brock Chisholm, militaire, médecin et premier directeur général de l'Organisation mondiale de la santé
- 5 avril : Maurice Brasset, homme politique fédéral provenant du Québec.
- 14 avril : Hector Authier, politicien québécois.
- 19 avril : Earl Thomson, athlète.
- 22 juillet : Ross Thatcher, premier ministre de la Saskatchewan.
- 29 novembre : Olivier Guimond, comédien du burlesque.